# Мулен-сюр-Тардуар
Мулен-сюр-Тардуар (фр. Moulins-sur-Tardoire) — муніципалітет у Франції, у регіоні Нова Аквітанія, департамент Шаранта. Мулен-сюр-Тардуар утворено 1 січня 2019 року шляхом злиття муніципалітетів Ранконь i Вільоннер. Адміністративним центром муніципалітету є Вільоннер. Населення — 793 особи (01.01.2021).